# Houssay (Loir i Cher)
Houssay és un municipi francès, situat al departament del Loir i Cher i a la regió de Centre – Vall del Loira. L'any 2007 tenia 368 habitants.

## Demografia

### Població
El 2007 la població de fet de Houssay era de 368 persones. Hi havia 156 famílies, de les quals 40 eren unipersonals (16 homes vivint sols i 24 dones vivint soles), 64 parelles sense fills, 48 parelles amb fills i 4 famílies monoparentals amb fills.
La població ha evolucionat segons el següent gràfic:
Habitants censats

### Habitatges
El 2007 hi havia 208 habitatges, 158 eren l'habitatge principal de la família, 34 eren segones residències i 16 estaven desocupats. 207 eren cases i 1 era un apartament. Dels 158 habitatges principals, 144 estaven ocupats pels seus propietaris, 13 estaven llogats i ocupats pels llogaters i 1 estava cedit a títol gratuït; 2 tenien una cambra, 19 en tenien dues, 24 en tenien tres, 38 en tenien quatre i 75 en tenien cinc o més. 137 habitatges disposaven pel capbaix d'una plaça de pàrquing. A 67 habitatges hi havia un automòbil i a 70 n'hi havia dos o més.

### Piràmide de població
La piràmide de població per edats i sexe el 2009 era:
| Homes | Edats   | Dones |
| ----- | ------- | ----- |
| 0     | 95 o +  | 0     |
| 0     | 90 a 94 | 0     |
| 0     | 85 a 89 | 8     |
| 4     | 80 a 84 | 12    |
| 16    | 75 a 79 | 12    |
| 12    | 70 a 74 | 16    |
| 8     | 65 a 69 | 16    |
| 8     | 60 a 64 | 8     |
| 12    | 55 a 59 | 4     |
| 24    | 50 a 54 | 12    |
| 16    | 45 a 49 | 20    |
| 8     | 40 a 44 | 16    |
| 8     | 35 a 39 | 8     |
| 8     | 30 a 34 | 8     |
| 8     | 25 a 29 | 4     |
| 8     | 20 a 24 | 4     |
| 12    | 15 a 19 | 8     |
| 8     | 10 a 14 | 12    |
| 12    | 5 a 9   | 16    |
| 12    | 0 a 4   | 4     |

## Economia
El 2007 la població en edat de treballar era de 203 persones, 151 eren actives i 52 eren inactives. De les 151 persones actives 144 estaven ocupades (79 homes i 65 dones) i 7 estaven aturades (3 homes i 4 dones). De les 52 persones inactives 29 estaven jubilades, 16 estaven estudiant i 7 estaven classificades com a «altres inactius».

### Ingressos
El 2009 a Houssay hi havia 164 unitats fiscals que integraven 389,5 persones, la mediana anual d'ingressos fiscals per persona era de 17.831 €.

### Activitats econòmiques
Dels 12 establiments que hi havia el 2007, 1 era d'una empresa alimentària, 2 d'empreses de fabricació d'altres productes industrials, 3 d'empreses de construcció, 1 d'una empresa de comerç i reparació d'automòbils, 2 d'empreses d'hostatgeria i restauració, 1 d'una empresa d'informació i comunicació, 1 d'una empresa de serveis i 1 d'una empresa classificada com a «altres activitats de serveis».
Dels 3 establiments de servei als particulars que hi havia el 2009, 1 era un paleta, 1 guixaire pintor i 1 electricista.
L'únic establiment comercial que hi havia el 2009 era una fleca.
L'any 2000 a Houssay hi havia 19 explotacions agrícoles que ocupaven un total de 1.302 hectàrees.

## Equipaments sanitaris i escolars
El 2009 hi havia una escola elemental.

## Poblacions més properes
El següent diagrama mostra les poblacions més properes.